# Чемпионат Европы по хоккею с шайбой среди юниорских команд 1969
Чемпионат Европы по хоккею с шайбой среди юниоров 1969 года — 2-й чемпионат Европы по хоккею с шайбой среди юниорских команд. Чемпионат прошел в городах Гармиш-Партенкирхене, Фюссене и Бад-Тёльце (ФРГ) с 26 декабря 1968 года по 2 января 1969 года. Чемпионом Европы стала юношеская сборная СССР.

## Группа А

### Итоговая таблица
| Сборная         | СССР | ШВЕ  | ЧЕХ  | ФИН  | ФРГ  | ПОЛ  | ШЗ/ШП | О |
| --------------- | ---- | ---- | ---- | ---- | ---- | ---- | ----- | - |
| 1. СССР         |      | 7:3  | 2:2  | 15:2 | 10:2 | 12:3 | 46:12 | 9 |
| 2. Швеция       | 3:7  |      | 5:4  | 8:3  | 6:2  | 15:1 | 37:17 | 8 |
| 3. Чехословакия | 2:2  | 4:5  |      | 4:0  | 4:1  | 14:0 | 28:8  | 7 |
| 4. Финляндия    | 2:15 | 3:8  | 0:4  |      | 4:7  | 9:3  | 18:37 | 2 |
| 5. ФРГ          | 2:10 | 2:6  | 1:4  | 7:4  |      | 3:4  | 15:28 | 2 |
| 6. Польша       | 3:12 | 1:15 | 0:14 | 3:9  | 4:3  |      | 11:53 | 2 |

Сборная Польши выбыла в Группу В чемпионата Европы среди юниоров 1970.

## Индивидуальные награды
| Лучшие игроки по амплуа: - Вратарь: Иржи Црха - Защитник: Берье Сальминг - Нападающий: Александр Мальцев Лучшие бомбардиры - Александр Мальцев — 17 (13+4) - Вячеслав Солодухин — 10 (8+2) | \| Чемпион Европы по хоккею с шайбой 1969 г. \| \| ----------------------------------------- \| \| СССР первый титул \| |
| Чемпион Европы по хоккею с шайбой 1969 г. | |
| СССР первый титул | |

## Группа В
Матчи проходили в Женеве (Швейцария) с 8 по 14 марта 1969 года.
Победителем стала сборная Швейцарии, которая перешла в группу А чемпионата Европы среди юниоров 1970